# Jean-Paul Fargier
Pour les articles homonymes, voir Fargier.
Jean-Paul Fargier, né en 1944 à Aubenas en Ardèche, est un réalisateur, producteur de télévision, auteur, journaliste, critique d'art et critique de cinéma français.
Il est aussi professeur de cinéma et vit et travaille à Paris.

## Parcours
Jean-Paul Fargier a écrit pour Tribune socialiste (1967-1970), Cinéthique (1968-1973), les Cahiers du cinéma (1978-1989), Le Monde (1980-1982 et 1993-1996), Libération (1982-1983), Art Press, Turbulences Vidéo...
Outre plusieurs ouvrages, dont deux romans, il a publié des recueils d'articles tels que Tivi ou Tivi pas et des textes collectifs variés, comme Où va la vidéo ? qu'il a par ailleurs dirigé. Il a également organisé une exposition du même nom au festival d'Avignon en 1986, exposition qui a marqué l'histoire de l'art vidéo en France.

Selon Stephen Sarrazin, 

« Jean-Paul Fargier incarne en France depuis le début des années soixante-dix l’axe cinéma-vidéo qui a traversé la culture contemporaine de l’image [...]. [Il] fut l’un des inventeurs du documentaire de création. Ses films sur Courbet, Manet, et autour de Jean-Daniel Pollet sont de la dimension des travaux de Resnais et Marker. »

Depuis 2019, il préside l'académie de Lascours.

### Décoration
- Officier de l'ordre des Arts et des Lettres[4]

## Filmographie

### Réalisateur
- 1973 : Cerisay, elles ont osé (coréalisatrice : Danielle Jaeggi)
- 1974 : Ceux de Pédernec
- 1975 : Quand on aime la vie on va au cinéma
- 1976 : Gilles Servat
- 1978 : Jean-François Bizot fait de la télé
- 1979 : Notes d'un magnétoscopeur (n° 1-4)
- 1980 : Notes d'un magnétoscopeur (n° 5-7)
- 1980 : L'Arche de Nam June
- 1981 : Paradis vidéo, performance avec Philippe Sollers)
- 1982 : Le Tour du monde
- 1982 : Beuve-Méry par lui-même
- 1982 : Note d'un magnétoscopeur (n° 8)
- 1982 : Le Trou de la Vierge (avec P. Sollers)[5]
- 1983 :	Sollers au pied du Mur[6]
- 1983 : Sollers au Paradis[7]
- 1983 : L'Échelle de Joyce, installation-performance
- 1984 : Joyce Digital
- 1984 : Sollers joue Diderot[8]
- 1984 : Godard-Sollers : l'entretien[9]
- 1995 : Un siècle d'écrivains (Charles Péguy)
- 1998 : Un siècle d'écrivains (Curzio Malaparte)
- 1998 : Les Mardis de Mallarmé
- 2000 : Versailles, les jardins du pouvoir (avec Denis Podalydès)
- 2003 : Cocteau et compagnie
- 2006 : Meisenthal, l'épreuve du verre (écrit par Xavier Truti)[10]
- 2007 : M la maudite (téléfilm)
- 2009 : Empreintes (Jérôme Savary, animal (pas) triste)
- 2011 : Tombeau pour l'URSS
- 2017 : Ces gamins-là : la bataille des cadets de Saumur (téléfilm)

### Acteur
- 1971 : La Fin des Pyrénées de Jean-Pierre Lajournade
- 2004 : Plus belle la vie (saison 1)

### Autres
- 1980 : Sollers et Guégan ont deux mots à se dire de Danielle Jaeggi - directeur de la photographie
- 2006 : Jour après jour - monteur du film conçu par Jean-Daniel Pollet

## Publications
- Jean-Luc Godard, avec Jean Collet, Seghers, 1974
- Atteinte à la fiction de l'État, Gallimard, 1978
- Les Bons à rien, Presses d'aujourd'hui, 1980
- TiVi ou TiVi pas ? Si TiVi pas, tant pis !, éditions Acharnistes, 2009
- Cine et TV vont en vidéo (Avis de tempête), De l'Incidence, 2010

### Articles
- « Le processus de production d'un film » in Cinéthique, n° 6, janvier-février 1970, pp. 45–55, repris dans Période[11]
- « La poudre aux yeux », Études françaises, volume 22, numéro 3, hiver 1986, p. 125-130 (en ligne)
- « Nam June Paik », Art Press, 1989

### Entretien avec J.-P. Fargier
- « Souvenirs d’un défricheur, ou La vidéo gagne du terrain ».